# Dębołęka (gmina)
Dębołęka – dawna gmina wiejska istniejąca w latach 1946–54  i 1973–76 w woj. szczecińskim, koszalińskim i pilskim (dzisiejsze woj. zachodniopomorskie). Siedzibą władz gminy była Dębołęka.
Gmina Dębołęka powstała po II wojnie światowej na terenie tzw. Ziem Odzyskanych (tzw. III okręg administracyjny – Pomorze Zachodnie). 28 czerwca 1946 gmina – jako jednostka administracyjna powiatu wałeckiego – weszła w skład nowo utworzonego woj. szczecińskiego. 6 lipca 1950 gmina wraz z całym powiatem wałeckim weszła w skład nowo utworzonego woj. koszalińskiego.
Według stanu z 1 lipca 1952 gmina składała się z 11 gromad: Dębołęka, Golce, Górnica, Jabłonowo, Karsibór, Kłosowo, Kolno, Laski Wałeckie, Lubno, Piecnik i Rudki. Gmina została zniesiona 29 września 1954 wraz z reformą wprowadzającą gromady w miejsce gmin.
Jednostkę reaktywowano 1 stycznia 1973 w tymże powiecie i województwie. 1 czerwca 1975 gmina weszła w skład nowo utworzonego woj. pilskiego. 1 stycznia 1977 gmina została zniesiona przez połączenie z (również znoszoną) gminą Różewo oraz dotychczasową gminą Wałcz w nową gminę Wałcz.